# فريدريك لويس ألاماند
فريدريك لويس ألاماند (1736 - 1809) عالم نباتات سويسري ولد في بايرن ، سويسرا، وانتقل إلى لايدن، هولندا عام 1749 ليعيش مع عمه، جان نيكولاس سيباستيان ألاماند (1713- 1787 وهو أستاذ في الفلسفة والرياضيات في جامعة لايدن).
فريدريك لويس ألاماند عالم طبيعة معروف، وعضو في الجمعية الملكية. بدأ فريدريك دراسة الأدب في جامعة لايدن ، لكنه تغير لاحقًا لدراسة الطب. في عام 1760 ثم انضم إلى البحرية الهولندية كطبيب للسفينة.بعد ذلك أصبح طبيبًا في بلاط كاترين الثانية في سانت بطرسبرغ.
عمل مراسلا لكارولوس لينيوس ، ووصف عدة أجناس نباتية بنفسه. تم تسمية جنس ألمندة على شرفه.